# 大洞村 (岐阜県稲葉郡)
大洞村（おおぼらむら）は、かって岐阜県稲葉郡にあった村である。
現在の岐阜市、大洞、大洞柏台、大洞桐が丘、大洞桜台、大洞西、大洞緑山、大洞紅葉が丘などに該当する。

## 歴史
- 江戸時代、この地域は各務郡（高富藩領）であった。
- 1889年（明治22年）7月1日 - 町村制により各務郡大洞村が発足。
- 1897年（明治30年）4月1日[2] - 各務郡、厚見郡、方県郡（一部）が合併し、稲葉郡となる。当村は稲葉郡の村となる。
- 1897年（明治30年）4月1日 - 芥見村と合併し、芥見村が発足。同日大洞村は廃止。

## 神社・仏閣
- 願成寺（中将姫誓願桜）